# Uig
Uig är en ort i Storbritannien.   Den ligger i kommunen Highland och riksdelen Skottland, i den nordvästra delen av landet, 800 km nordväst om huvudstaden London. Uig ligger 78 meter över havet. Den ligger på ön Skye. Orten har 423 invånare (2011).
Terrängen runt Uig är kuperad österut, men västerut är den platt. Havet är nära Uig västerut. Runt Uig är det mycket glesbefolkat, med 5 invånare per kvadratkilometer. Det finns inga andra samhällen i närheten. Trakten runt Uig består i huvudsak av gräsmarker.